# Tony Bishop
Tony Cal Bishop Jr. (nacido el 16 de julio de 1989) es un jugador de baloncesto profesional panameño nacido en Estados Unidos del Vaqueros de Bayamón de la  liga Baloncesto Superior Nacional.

## Trayectoria

### Inicios
Bishop nació en Dallas, estudio en el Rowlett High School, en el 2007 paso al Dallas College Richland en donde estuvo hasta el 2009, desde el 2009 hasta el 2011 Jugó baloncesto universitario en la Universidad Estatal de Texas.

### Carrera Profesional
Bishop no fue seleccionado en el draft de la NBA de 2011. 
El 16 de septiembre de 2011 firmó un contrato por un año con los Aalborg Vikings de la Liga Danesa de Baloncesto.
El 4 de septiembre de 2012, Bishop firmó un contrato de un año con el BC Nevėžis de la Liga de Baloncesto de Lituania.
El 1 de noviembre de 2013, Bishop fue seleccionado por los Rio Grande Valley Vipers en la segunda ronda del Draft de la Liga de Desarrollo de la NBA de 2013. El 2 de noviembre de 2014 fue readquirido por los Vipers. 
En abril de 2015, tras finalizar la temporada 2014-15 de la D-League, firmó con los Atléticos de San Germán de Puerto Rico por el resto de la temporada 2015 del BSN.
El 22 de julio de 2015 fichó por el Eisbären Bremerhaven de la Basketball Bundesliga. El 21 de enero de 2016 se separó del Bremerhaven. Cinco días después fichó por los Atléticos de San Germán, regresando para una segunda etapa.
Bishop se unió a los Meralco Bolts de la Asociación de Baloncesto de Filipinas en noviembre de 2021 como jugador extranjero o importado del equipo para la Copa de Gobernadores de la PBA de 2021. El 22 de diciembre, anotó 36 puntos en la victoria por 83-80 contra el TNT Tropang Giga.
El 30 de septiembre de 2022, Bishop firmó con los Taichung Suns de la T1 League. El 13 de enero de 2023, Taichung Suns rescindió el contrato de Bishop.
En octubre de 2023, Bishop regresó a Filipinas, esta vez firmando con el Barangay Ginebra San Miguel como jugador extranjero del equipo para la Copa del Comisionado de la PBA 2023-24.
El 12 de marzo de 2024, Bishop firmó con los Vaqueros de Bayamón, pero fue despedido al mes siguiente después de cuatro juegos. El 15 de abril, volvió a firmar con los Atléticos de San Germán.

## Clubes
| Club                        | País               | Año         |
| --------------------------- | ------------------ | ----------- |
| Aalborg Vikings             | Dinamarca          | 2011- 2012  |
| BC Nevėžis                  | Lituania           | 2012 - 2013 |
| Rio Grande Valley Vipers    | Estados Unidos     | 2013 - 2015 |
| Atléticos de San Germán     | Puerto Rico        | 2015        |
| Eisbären Bremerhaven        | Alemania           | 2015 - 2016 |
| Correcaminos de Colón       | Panamá             | 2016        |
| Kanazawa Samuraiz           | Japón              | 2016 - 2017 |
| Bakken Bears                | Dinamarca          | 2017 - 2018 |
| BCM U Pitești               | Rumania            | 2018 - 2019 |
| Spójnia Stargard            | Polonia            | 2019 - 2020 |
| BCM U Pitești               | Rumania            | 2020 - 2021 |
| Cangrejeros de Santurce     | Puerto Rico        | 2021        |
| Mets de Guaynabo            | Puerto Rico        | 2021        |
| Meralco Bolts               | Filipinas          | 2021 - 2022 |
| Cangrejeros de Santurce     | Puerto Rico        | 2022        |
| Taichung Suns               | República de China | 2022 - 2023 |
| Real Estelí                 | Nicaragua          | 2023        |
| Atléticos de San Germán     | Puerto Rico        | 2023        |
| Capitanes de Arecibo        | Puerto Rico        | 2023        |
| Halcones de Xalapa          | México             | 2023        |
| Barangay Ginebra San Miguel | Filipinas          | 2023 - 2024 |
| Atléticos de San Germán     | Puerto Rico        | 2024        |
| Vaqueros de Bayamón         | Puerto Rico        | 2024 - Act. |

## Selección nacional
Bishop ha representado internacionalmente a Panamá, actuando en el Centrobasket 2016 y en el Campeonato FIBA Américas de 2017, además de haber jugado en varias ocasiones en los partidos de clasificación a la FIBA AmeriCup y la Copa Mundial de Baloncesto.

## Logros y reconocimientos

### Clubes
- Campeón de la División III de NJCAA (2009)
- Campeón de la Copa de Dinamarca (2018)
- Campeón de la Basket Ligaen (2018)

### Logros individuales
NJCAA
- Primer equipo NJCAA All-American (2009)
- Jugador del año NJCAA (2009)

Europa
- Segundo equipo de la Basket Ligaen (2012)
- All-Star de la Basket Ligaen (2012)
- All-Star de la Lietuvos Krepšinio Lyga (2013)